# Ecthelion de la Source
Pour les articles homonymes, voir Ecthelion.

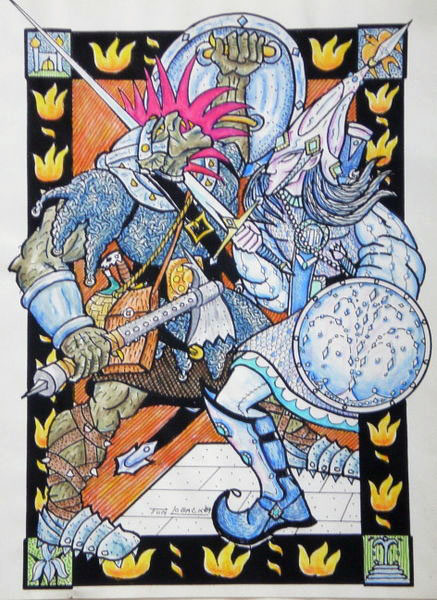
Une représentation d'Ecthelion tuant l'orque Orcobal lors de la chute de Gondolin.

Ecthelion ou Ecthelion de la Source (Ecthelion of the Fountain) est un personnage de fiction issu du légendaire (legendarium) de l'écrivain britannique J. R. R. Tolkien, apparaissant notamment dans Le Silmarillion.

## Histoire
Grand héros du Royaume Caché et seigneur de la Maison de la Fontaine, il était un Elfe Ñoldo. Il était le Capitaine de la Septième Porte de Gondolin et un important général du seigneur Turgon, tout comme Glorfindel. Il sert d'escorte à Aredhel lors du voyage où elle se perd et rencontre Eöl,.
Il combattit à la bataille des Nírnaeth Arnoediad, où il commandait un flanc de l'armée de Gondolin, mais est surtout connu pour avoir tué Gothmog, le prince des Balrogs, lors de l'invasion de Gondolin, en 510 du Premier Âge. Les deux belligérants se tuèrent mutuellement au cours du duel.

## Création et évolution
Ecthelion est l'un des personnages les plus anciens de Tolkien. Il apparaît dans La Chute de Gondolin, un conte écrit vers 1916-1917 (publié dans le tome 2 des Contes perdus). Il est également dans le conte « De Tuor et de sa venue à Gondolin », publié dans les Contes et légendes inachevés, écrit dans les années 1950, où il prend le titre de « Lord of the Fountains ».
Il est finalement présent, bien que de façon réduite, dans Le Silmarillion publié en 1977 après un long travail d'édition par Christopher Tolkien.

## Adaptations
Les récits dans lesquels Ecthelion de la Source apparaît n'ont pas été adaptés à la radio, au cinéma ou à la télévision. Il a néanmoins inspiré des dessinateurs, comme Jenny Dolfen.

### Note
1. ↑  Dans Le Silmarillion publié, les noms des Elfes accompagnant Aredhel ne sont pas précisés.